# Distretto di Shah Joy
Il distretto di Shah Joy è un distretto dell'Afghanistan appartenente alla provincia dello Zabol. Conta una popolazione di circa 56.800 abitanti (dati 2013).

## Citazioni letterarie
Shah Joy viene citato dallo scrittore ed educatore italiano Fabio Geda nel racconto, ispirato alla vita del ragazzo afgano Enaiatollah Akbari, Nel mare ci sono i coccodrilli, successo editoriale del 2010.